# Mistrató
Mistrató è un comune della Colombia facente parte del dipartimento di Risaralda.
L'abitato venne fondato da indigeni di etnia chamí nel 1925.